# Jean-Baptiste Malou
Pour les articles homonymes, voir Malou.
Jean-Baptiste Malou, né le 30 juin 1809 à Ypres (département de la Lys) et décédé le 23 mars 1864 à Bruges (Belgique), est un prêtre belge, professeur de théologie à Louvain, nommé et consacré en 1848 dix-neuvième évêque de Bruges. Il le restera jusqu'à sa mort en 1864.  

## Biographie
Jean-Baptiste Malou a suivi les cours d'humanité et de philosophie au collège jésuite de Saint-Acheul en France. En 1831, il suit les cours de théologie à Rome. Il y obtient le doctorat en théologie. Il est ordonné prêtre en 1835. Sa compétence intellectuelle lui vaut d'occuper la chaire de théologie dogmatique à l’université catholique de Louvain.
En 1848, il est nommé évêque-coadjuteur de François-René Boussen. En exil à Gaëte, le pape Pie IX signe sa nomination à l'évêché de Bruges au consistoire du 11 décembre 1848. Jean-Baptiste Malou est sacré le 1er mai 1849 dans la cathédrale Saint-Sauveur de Bruges. En action de grâce pour la proclamation du dogme de l'Immaculée Conception (8 décembre 1854) il met en chantier, en 1857, la construction de la nouvelle basilique Notre-Dame de Dadizele, dédiée à l'Immaculée Conception.
Malou est l’auteur de nombreux livres à thème religieux.

## Famille
Jean-Baptiste Malou est le fils de Jean-Baptiste Malou, ancien sénateur, et de Mme née Vandenpeereboom. Jean-Baptiste a deux frères, Victor et Jules, premier ministre belge libéral, et trois sœurs, dont Octavie, épouse de Floris Delbecque, et Marie.
Devenu veuf, son grand-père, Malou-Riga, devient prêtre.

## Publications

### En langue latine
- (la) Franciscus Suaresius et Joannes Baptista Malou, R. P. Francisci Suaresii Granatensis ... Opuscula sex inedita, Greuse, 1859, 371 p. (lire en ligne)

### En langue française
- Chronique du monastère d'Oudenburg de l'ordre de s. Benoît, Vandercasteele-Weerbrouck, 1840, 95 p. (lire en ligne)
- La lecture de la Sainte Bible en langue vulgaire : jugée d'après l'Écriture, la tradition et la saine raison : ouvrage dirigé contre les principes, les tendances et les défenseurs les plus récents des Sociétés bibliques, comprenant une histoire critique du canon des livres, vol. 1, Fonteyn, 1846 (lire en ligne)
- La lecture de la sainte bible en langue vulgaire jugée d'après l'écriture, la tradition & la saine raison, vol. 2, Fonteyn, 1846, 550 p. (lire en ligne)
- Recherches historiques et critiques sur le véritable auteur du livre De l'imitation de Jésus-Christ, Fonteyn, 1849, 2e éd., 240 p. (lire en ligne)
- Les vices radicaux du projet de loi sur l'instruction moyenne, présenté aux chambres belges, le 14 février 1850, démontrés en peu de mots, Van Hifte, 1850, 2e éd., 75 p. (lire en ligne)
- Iconographie de l'immaculée conception de la très-Sainte vierge Marie, ou de la meilleure manière de représenter ce mystère, Goemaere, 1856, 152 p. (lire en ligne)
- L'immaculée conception de la bienheureuse Vierge Marie, considérée comme dogme de foi, vol. 2, Goemaere, 1857, 536 p. (lire en ligne)
- De l'administration des cimetières catholiques en Belgique : droit de propriété, Bénédiction des cimetières, refus de sépulture ecclésiastique, concessions de terrain, police de cimetières, Goemaere, 1860, 184 p. (lire en ligne)

## Sources
- Auguste Scheler, Annuaire statistique et historique belge de 1865, Bruxelles, F. Vromandt, 1865, 366 p. (lire en ligne)
- Collectif, Journal historique et littéraire, vol. 15, Liège, P. Kersten, 1848, 628 p. (lire en ligne)
- Collectif, Recueil général des décisions administratives et judiciaires en matière de droits d'enregistrement, de timbre, de greffe, de succession, d'hypothèque et de notariat, vol. 21, Bruxelles, Raes, 1868, 586 p. (lire en ligne), p. 455
- Edouard Terwecoren, Collection de précis historiques : Mélange littéraires et scientifiques, vol. 15, Vandereydt, 1864, 652 p. (lire en ligne) Dans cette source à la page 225, figure la Nécrologie de Jean-Baptiste Malou.